# Davidson College
Davidson College es una universidad privada de artes liberales en Davidson, Carolina del Norte. La universidad ha graduado a 23 Rhodes Scholars. Davidson ha sido regularmente catalogada com una de las mejores universidades de artes liberales en el país por U.S. News & World Report magazine. In 2012, Davidson fue catalogada coma la tercera institución más rigurosa en los Estados Unidos por Newsweek.
El pueblo y la universidad fueron nombrados en honor del General William Lee Davidson, un héroe de la Guerra de Independencia. El terreno para la universidad provino de la propiedad del General Davidson, gran parte del cual fue donado por su hijo. La universidad fue establecida por presbiterianos en 1837. Davidson ofrece títulos en más de veinte disciplinas. Además, ofrece concentraciones, títulos menores, y opciones interdisciplinarias autodiseñadas.

## Institución
Según The Princeton Review, Davidson es calificada entre las mejores veinte universidades del país en las siguientes categorías: mejor experiencia estudiantil, mejores profesores, estudiantes más estudiosos, relación favorable con el pueblo y mejor calidad de vida. El 19 de marzo de 2007, Davidson fue la primera universidad en el país que eliminó el componente de préstamos como parte de ayuda financiera. Toda la ayuda financiera es compuesta por becas y trabajo estudiantil.
Davidson ofrece títulos en 26 áreas, además de concentraciones en 17 disciplinas.

### Perfil de Admisiones

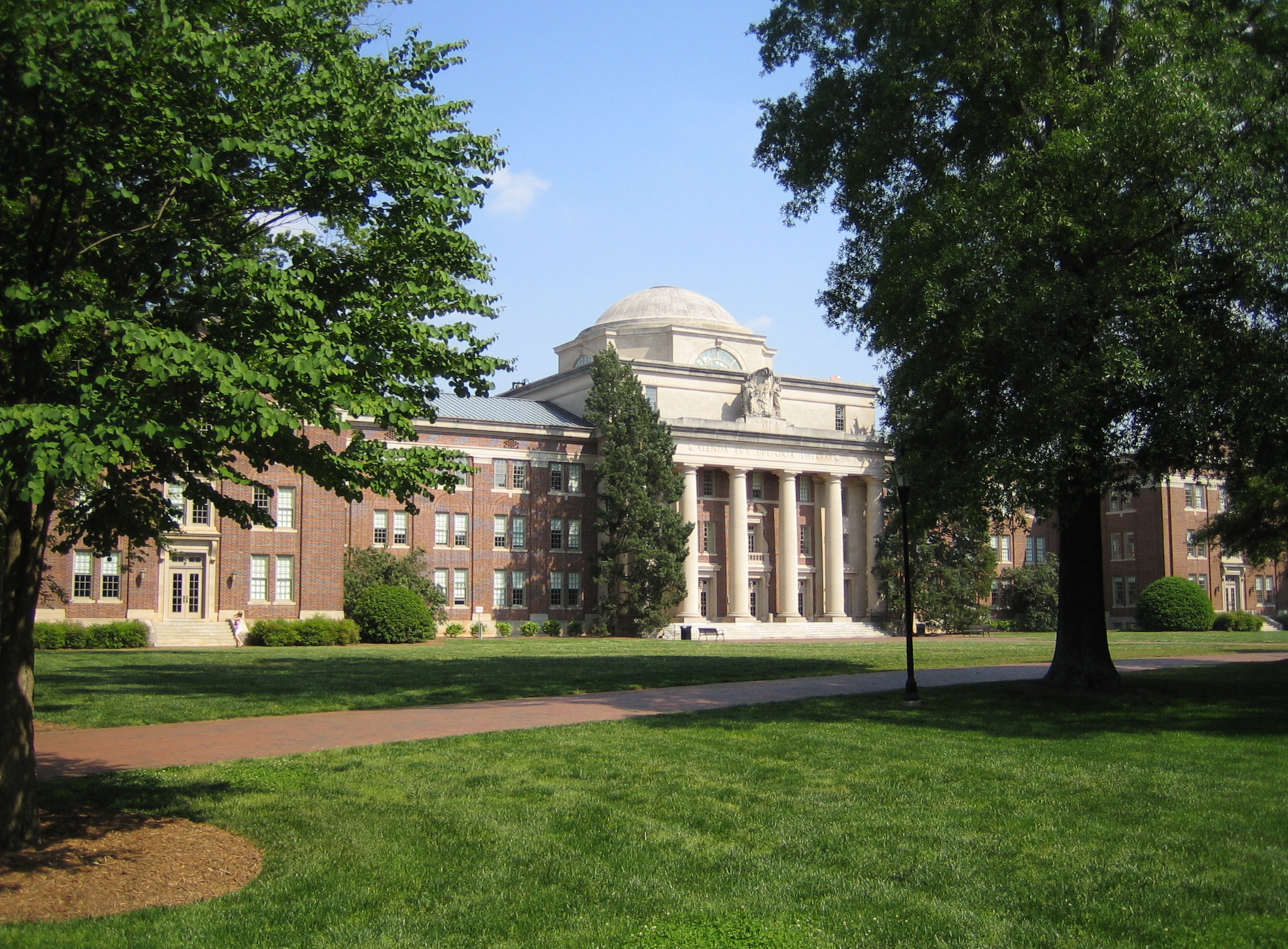
Edificio de Chambers en Davidson College en Davidson, NC

Varias publicaciones han clasificado admisión a Davidson como "muy selectiva".
La oficina de Admisión y ayuda financiera presenta a la institución como dedicada al crecimiento intelectual y cultural en el más amplio sentido. 
Davidson admite alrededor del 15% de los aplicantes.

### Código de honor
Los estudiantes siguen un código de honor estricto, firmado al inicio de sus estudios en la institución. Incluye una promesa de no hacer trampa, robar ni y mentir sobre asuntos académicos.

## Exalumnos

### Deportes
- Stephen Curry, baloncestista de la NBA (2009–)
- Fred Hetzel, baloncestista de la NBA (1965–71)
- Dick Snyder, baloncestista de la NBA (1966–1979)

### Negocios
- James Batten, CEO, Knight-Ridder (1989–1995)
- John Belk, CEO Belk, Inc.
- John Chidsey, CEO, Burger King, Inc. (2006–presente)

### Educación
- Graham T. Allison, profesor de Harvard.
- Thomas W. Ross, presidente del sistema universitario de Carolina del Norte.

### Militar
- William D. Halyburton, Jr., héroe de la Segunda Guerra Mundial
- Tom Marshburn, astronauta de la NASA

### Política
- John Belk, alcalde de Charlotte, Carolina del Norte (1969–1977)
- Anthony Foxx, alcalde de Charlotte, Carolina del Norte (2009–2013)
- Larry McDonald, miembro del congreso de los Estados Unidos
- George Osborne, miembro del parlamento británico
- Vince Foster, asesor adjunto de la Casa Blanca en la administración Clinton

### Servicio público y privado
- Dean Rusk, secretario de Estado de los Estados Unidos (1961–1969)

### Escritores
- Patricia Cornwell, autora